# 涌井賀代子
涌井 賀代子（わくい かよこ、1956年（昭和31年）-　）は、日本の陶芸家。得意：鉄釉 灰釉 色絵

## 経歴
- 1956年（昭和31年）、新庄東山焼五代涌井弥瓶の長女として山形県新庄市に生まれる。
- 二代加藤春鼎に師事。
- 第22回、第23回日本伝統工芸展入選
- 1977年（昭和52年）、山形に帰郷し、五代弥瓶の後継者として作陶。

- 1980年（昭和55年）、正和（現・六代弥瓶）と結婚。